# Classe Makassar
La classe Makassar è una classe di Landing Platform Dock (LPD) in servizio nella Tentara Nasional Indonesia Angkatan Laut e in costruzione per la Marina de Guerra del Perú e la Hukbong Dagat ng Pilipinas.

## Unità
| Nome                                                       | Pennant                                                    | Costruttore                                                | Impostazione                                               | Varo                                                       | In servizio                                                |
| Tentara Nasional Indonesia Angkatan Laut - Classe Makassar | Tentara Nasional Indonesia Angkatan Laut - Classe Makassar | Tentara Nasional Indonesia Angkatan Laut - Classe Makassar | Tentara Nasional Indonesia Angkatan Laut - Classe Makassar | Tentara Nasional Indonesia Angkatan Laut - Classe Makassar | Tentara Nasional Indonesia Angkatan Laut - Classe Makassar |
| ---------------------------------------------------------- | ---------------------------------------------------------- | ---------------------------------------------------------- | ---------------------------------------------------------- | ---------------------------------------------------------- | ---------------------------------------------------------- |
| KRI Makassar                                               | 590                                                        | Dae Sun                                                    |                                                            | 07/12/2006                                                 | 29/04/2007                                                 |
| KRI Surabaya                                               | 591                                                        | Dae Sun                                                    | 07/12/2006                                                 | 23/03/2007                                                 | 01/08/2007                                                 |
| KRI Banjarmasin                                            | 592                                                        | PT PAL                                                     | 19/10/2006                                                 | 28/08/2008                                                 | 28/11/2009                                                 |
| KRI Banda Aceh                                             | 593                                                        | PT PAL                                                     | 07/12/2007                                                 | 19/03/2010                                                 | 21/03/2011                                                 |
| Marina de Guerra del Perú - Classe Makassar                |                                                            |                                                            |                                                            |                                                            |                                                            |
| BAP Pisco                                                  | 156                                                        | SIMA                                                       | 12-Jul-2013                                                | 25/04/2017                                                 | 2018 (projected)                                           |
| BAP Paita                                                  | --                                                         | SIMA                                                       | planned                                                    |                                                            | 2019 (projected)                                           |
| Hukbong Dagat ng Pilipinas - Classe Tarlac                 |                                                            |                                                            |                                                            |                                                            |                                                            |
| BRP Tarlac                                                 | 601                                                        | PT PAL                                                     | 22/01/2015                                                 | 18/01/2016                                                 | 01/06/2016                                                 |
| BRP Davao del Sur                                          | 602                                                        | PT PAL                                                     | 05/06/2015                                                 | 29/09/2016                                                 | 31/05/2017                                                 |